# Adrien Proust
Adrien Proust (Illiers, 18 de março de 1834 - Paris, 26 de novembro de 1903) foi um médico e higienista, pai de Marcel Proust e de Robert Proust, médico e editor da correspondência do seu irmão.

## Biografia
Adrien Proust passou o seu doutoramento a 29 de dezembro de 1862, com uma tese sobre o "pneumothorax idiopathique".
Médico e chefe de serviço no Hôtel-Dieu de Paris, professor de higiene na faculdade de medicina de Paris em 1885, inspetor geral dos serviços sanitários internacionais de 1874 a 1903, ano de sua morte, defendeu e propagou durante anos os múltiplos aspetos da higiene, uma novidade na época.
Adrien Proust não compreendia a hipersensibilidade do seu filho Marcel. Foi no entanto um pai discreto e respeitoso. A sua figura imponente, autoritária, e as suas ausências devido tanto às suas ligações extra-conjugais quanto à sua intensa atividade profissional, poderão ter tido um papel importante na formação psicológica do escritor.

## Iconografia
Um retrato de Adrien Proust de 1891, pintado por Laure Brouardel, está exposto no museu Carnavalet (P. 2086).

## Obras
- De l'aphasie, 1872
- La défense de l'Europe contre le choléra, 1873
- Essai sur l'hygiène internationale, ses applications contre la peste, la fièvre jaune et le choléra asiatique, 1873
- Traité d'hygiène publique et privée, 1877
- Le choléra, 1883